# Mistrovství světa v judu 1981 – muži – polostřední váha (-78kg)
Zápasy v judu na XI. mistrovství světa v kategorii polostředních vah mužů proběhly v Maastrichtu, 4. září 1981.

## Finále
| Finále     |            |
| ---------- | ---------- |
| Džiro Kase | Neil Adams |
| Neil Adams | Neil Adams |

## Opravy / O bronz
Do oprav se dostali judisté, kteří během turnaje prohráli svůj zápas s jedním ze dvou finalistů.
| opravy    | opravy              | opravy              | o bronz             |               |
| --------- | ------------------- | ------------------- | ------------------- | ------------- |
| volný los | Andrzej Sadej       | Hwang Čin-su        | Georgi Petrov       | Georgi Petrov |
| volný los | Andrzej Sadej       | Hwang Čin-su        | Georgi Petrov       | Georgi Petrov |
|           | Hwang Čin-su        | Hwang Čin-su        | Georgi Petrov       | Georgi Petrov |
|           |                     | Georgi Petrov       | Georgi Petrov       | Georgi Petrov |
|           |                     |                     | Roman Novotný       | Georgi Petrov |
| volný los | Ravdangín Davádalaj | Ravdangín Davádalaj | Ravdangín Davádalaj | Kevin Doherty |
| volný los | Ravdangín Davádalaj | Ravdangín Davádalaj | Ravdangín Davádalaj | Kevin Doherty |
|           | Delmo Baptista      | Ravdangín Davádalaj | Ravdangín Davádalaj | Kevin Doherty |
|           |                     | Farid Latreš        | Ravdangín Davádalaj | Kevin Doherty |
|           |                     |                     | Kevin Doherty       | Kevin Doherty |

## Pavouk
|   | 1/64                | 1/32                | 1/16             | čtvrtfinále      | semifinále    | finále     |
| - | ------------------- | ------------------- | ---------------- | ---------------- | ------------- | ---------- |
| A | Mircea Frăţică      | Mircea Frăţică      | Carlos Huttich   | Aruťun Aruťunjan | Roman Novotný | Džiro Kase |
| A | Mohamed Al-Hosawi   | Mircea Frăţică      | Carlos Huttich   | Aruťun Aruťunjan | Roman Novotný | Džiro Kase |
| A | volný los           | Carlos Huttich      | Carlos Huttich   | Aruťun Aruťunjan | Roman Novotný | Džiro Kase |
| A | volný los           | Carlos Huttich      | Carlos Huttich   | Aruťun Aruťunjan | Roman Novotný | Džiro Kase |
| A | volný los           | Aruťun Aruťunjan    | Aruťun Aruťunjan | Aruťun Aruťunjan | Roman Novotný | Džiro Kase |
| A | volný los           | Aruťun Aruťunjan    | Aruťun Aruťunjan | Aruťun Aruťunjan | Roman Novotný | Džiro Kase |
| A | volný los           | Thomas Hagmann      | Aruťun Aruťunjan | Aruťun Aruťunjan | Roman Novotný | Džiro Kase |
| A | volný los           | Thomas Hagmann      | Aruťun Aruťunjan | Aruťun Aruťunjan | Roman Novotný | Džiro Kase |
| A | Roman Novotný       | Roman Novotný       | Roman Novotný    | Roman Novotný    | Roman Novotný | Džiro Kase |
| A | Ignacio Sanz        | Roman Novotný       | Roman Novotný    | Roman Novotný    | Roman Novotný | Džiro Kase |
| A | volný los           | Walid Abd-el-Halim  | Roman Novotný    | Roman Novotný    | Roman Novotný | Džiro Kase |
| A | volný los           | Walid Abd-el-Halim  | Roman Novotný    | Roman Novotný    | Roman Novotný | Džiro Kase |
| A | volný los           | Faríd Izmael        | Karim Badiane    | Roman Novotný    | Roman Novotný | Džiro Kase |
| A | volný los           | Faríd Izmael        | Karim Badiane    | Roman Novotný    | Roman Novotný | Džiro Kase |
| A | volný los           | Karim Badiane       | Karim Badiane    | Roman Novotný    | Roman Novotný | Džiro Kase |
| A | volný los           | Karim Badiane       | Karim Badiane    | Roman Novotný    | Roman Novotný | Džiro Kase |
| B | Per Kjellin         | Jorge Aguire        | Hwang Čin-su     | Džiro Kase       | Džiro Kase    | Džiro Kase |
| B | Jorge Aguire        | Jorge Aguire        | Hwang Čin-su     | Džiro Kase       | Džiro Kase    | Džiro Kase |
| B | volný los           | Hwang Čin-su        | Hwang Čin-su     | Džiro Kase       | Džiro Kase    | Džiro Kase |
| B | volný los           | Hwang Čin-su        | Hwang Čin-su     | Džiro Kase       | Džiro Kase    | Džiro Kase |
| B | volný los           | Andrzej Sadej       | Džiro Kase       | Džiro Kase       | Džiro Kase    | Džiro Kase |
| B | volný los           | Andrzej Sadej       | Džiro Kase       | Džiro Kase       | Džiro Kase    | Džiro Kase |
| B | volný los           | Džiro Kase          | Džiro Kase       | Džiro Kase       | Džiro Kase    | Džiro Kase |
| B | volný los           | Džiro Kase          | Džiro Kase       | Džiro Kase       | Džiro Kase    | Džiro Kase |
| B | volný los           | Mohamed Mach        | Georgi Petrov    | Georgi Petrov    | Džiro Kase    | Džiro Kase |
| B | volný los           | Mohamed Mach        | Georgi Petrov    | Georgi Petrov    | Džiro Kase    | Džiro Kase |
| B | volný los           | Georgi Petrov       | Georgi Petrov    | Georgi Petrov    | Džiro Kase    | Džiro Kase |
| B | volný los           | Georgi Petrov       | Georgi Petrov    | Georgi Petrov    | Džiro Kase    | Džiro Kase |
| B | volný los           | Chen Pin-Long       | Chen Pin-Long    | Georgi Petrov    | Džiro Kase    | Džiro Kase |
| B | volný los           | Chen Pin-Long       | Chen Pin-Long    | Georgi Petrov    | Džiro Kase    | Džiro Kase |
| B | volný los           | Tom Di Stefano      | Chen Pin-Long    | Georgi Petrov    | Džiro Kase    | Džiro Kase |
| B | volný los           | Tom Di Stefano      | Chen Pin-Long    | Georgi Petrov    | Džiro Kase    | Džiro Kase |
| C | Ravdangín Davádalaj | Ravdangín Davádalaj | Neil Adams       | Neil Adams       | Neil Adams    | Neil Adams |
| C | László Hangyási     | Ravdangín Davádalaj | Neil Adams       | Neil Adams       | Neil Adams    | Neil Adams |
| C | volný los           | Neil Adams          | Neil Adams       | Neil Adams       | Neil Adams    | Neil Adams |
| C | volný los           | Neil Adams          | Neil Adams       | Neil Adams       | Neil Adams    | Neil Adams |
| C | volný los           | Fridtjof Thoen      | Delmo Baptista   | Neil Adams       | Neil Adams    | Neil Adams |
| C | volný los           | Fridtjof Thoen      | Delmo Baptista   | Neil Adams       | Neil Adams    | Neil Adams |
| C | volný los           | Delmo Baptista      | Delmo Baptista   | Neil Adams       | Neil Adams    | Neil Adams |
| C | volný los           | Delmo Baptista      | Delmo Baptista   | Neil Adams       | Neil Adams    | Neil Adams |
| C | volný los           | Marjan Fabjan       | Marjan Fabjan    | Farid Latreš     | Neil Adams    | Neil Adams |
| C | volný los           | Marjan Fabjan       | Marjan Fabjan    | Farid Latreš     | Neil Adams    | Neil Adams |
| C | volný los           | Níels Hermannsson   | Marjan Fabjan    | Farid Latreš     | Neil Adams    | Neil Adams |
| C | volný los           | Níels Hermannsson   | Marjan Fabjan    | Farid Latreš     | Neil Adams    | Neil Adams |
| C | volný los           | Farid Latreš        | Farid Latreš     | Farid Latreš     | Neil Adams    | Neil Adams |
| C | volný los           | Farid Latreš        | Farid Latreš     | Farid Latreš     | Neil Adams    | Neil Adams |
| C | volný los           | Patrick Mahon       | Farid Latreš     | Farid Latreš     | Neil Adams    | Neil Adams |
| C | volný los           | Patrick Mahon       | Farid Latreš     | Farid Latreš     | Neil Adams    | Neil Adams |
| D | Juan Lahera         | Kevin Doherty       | Kevin Doherty    | Kevin Doherty    | Kevin Doherty | Neil Adams |
| D | Kevin Doherty       | Kevin Doherty       | Kevin Doherty    | Kevin Doherty    | Kevin Doherty | Neil Adams |
| D | volný los           | Geoff Watson        | Kevin Doherty    | Kevin Doherty    | Kevin Doherty | Neil Adams |
| D | volný los           | Geoff Watson        | Kevin Doherty    | Kevin Doherty    | Kevin Doherty | Neil Adams |
| D | volný los           | Rik Bakker          | Rik Bakker       | Kevin Doherty    | Kevin Doherty | Neil Adams |
| D | volný los           | Rik Bakker          | Rik Bakker       | Kevin Doherty    | Kevin Doherty | Neil Adams |
| D | volný los           | Michel Nowak        | Rik Bakker       | Kevin Doherty    | Kevin Doherty | Neil Adams |
| D | volný los           | Michel Nowak        | Rik Bakker       | Kevin Doherty    | Kevin Doherty | Neil Adams |
| D | volný los           | Brett Barron        | Brett Barron     | Brett Barron     | Kevin Doherty | Neil Adams |
| D | volný los           | Brett Barron        | Brett Barron     | Brett Barron     | Kevin Doherty | Neil Adams |
| D | volný los           | Peter Bitterberg    | Brett Barron     | Brett Barron     | Kevin Doherty | Neil Adams |
| D | volný los           | Peter Bitterberg    | Brett Barron     | Brett Barron     | Kevin Doherty | Neil Adams |
| D | volný los           | Seppo Myllylä       | Seppo Myllylä    | Brett Barron     | Kevin Doherty | Neil Adams |
| D | volný los           | Seppo Myllylä       | Seppo Myllylä    | Brett Barron     | Kevin Doherty | Neil Adams |
| D | volný los           | Rane Johansen       | Seppo Myllylä    | Brett Barron     | Kevin Doherty | Neil Adams |
| D | volný los           | Rane Johansen       | Seppo Myllylä    | Brett Barron     | Kevin Doherty | Neil Adams |